# Tanguy Le Calvé
Pour les articles homonymes, voir Le Calvé.
 (février 2025).
Motif : Manque de sources secondaires centrées. Palmarès insuffisant en soi, cf. Discussion:Jean Michel (joueur de go)/Admissibilité
- Archive Wikiwix
- Bing
- Cairn
- DuckDuckGo
- E. Universalis
- Gallica
- Google
- G. Books
- G. News
- G. Scholar
- Persée
- Qwant
- (zh) Baidu
- (ru) Yandex
- (wd) trouver des œuvres sur Wikidata

| 1. | Préciser le motif de la pose du bandeau. | Précisez le motif de la pose du bandeau en utilisant la syntaxe suivante : {{admissibilité à vérifier\|date=mai 2025\|motif=remplacez ce texte par le motif}}                        |
| 2. | Informer les utilisateurs concernés.     | Pensez à avertir le créateur de l'article, par exemple, en insérant le code ci-dessous sur sa page de discussion : {{subst:avertissement admissibilité à vérifier\|Tanguy Le Calvé}} |

 (septembre 2021).
Si vous disposez d'ouvrages ou d'articles de référence ou si vous connaissez des sites web de qualité traitant du thème abordé ici, merci de compléter l'article en donnant les références utiles à sa vérifiabilité et en les liant à la section « Notes et références ».
Tanguy Le Calvé est un joueur de go français, 1er dan professionnel.

## Biographie
Tanguy Le Calvé découvre le jeu de go à l'âge de 12 ans en lisant le manga Hikaru no go. Après plusieurs années de compétitions française, il prend part aux compétitions européennes et internationales, comme la Coupe du premier ministre en Corée. Il devient le premier joueur professionnel français en 2019 en remportant la première place au tournoi européen de qualification professionnelle. Depuis 2014, il enseigne le go lors des stages de la Fédération Française de Go.

## Palmarès
- Vainqueur du championnat de France jeunes catégorie collèges en 2009 et 2010 ;
- Vainqueur du championnat de France jeunes catégorie lycées en 2011, 2012 et 2013 ;
- Vainqueur du 5e tournoi de qualification professionnelle européen en 2019 ;
- Vainqueur de la division World de la Samsung Cup à Séoul en 2019.
- Finaliste au Grand Slam de Belgrade en 2021[1] ;
- Champion d'Europe avec l'équipe de France en 2015, 2019, 2020, 2021, et 2024[2].